# Voghdzjaberdbergen
Voghdzjaberdbergen (armeniska: Ողջաբերդի լեռներ: Voghdzjaberdi lerner) är en bergskedja i Armenien. Den är belägen i den centrala delen av landet, 20 kilometer öster om huvudstaden Jerevan.
Trakten runt Voghdzjaberdbergen består i huvudsak av gräsmarker. Runt Voghdzjaberdbergen är det ganska tätbefolkat, med 155 invånare per kvadratkilometer. Inlandsklimat råder i trakten. Årsmedeltemperaturen i trakten är 5 °C. Den varmaste månaden är augusti, då medeltemperaturen är 21 °C, och den kallaste är januari, med −14 °C. Genomsnittlig årsnederbörd är 655 millimeter. Den regnigaste månaden är maj, med i genomsnitt 100 mm nederbörd, och den torraste är augusti, med 18 mm nederbörd.